# Saint-Martin-du-Fouilloux (Deux-Sèvres)
Saint-Martin-du-Fouilloux ist eine französische Gemeinde im Département Deux-Sèvres in der Region Nouvelle-Aquitaine. Sie hat 252 Einwohner (Stand: 1. Januar 2022) und gehört zum Arrondissement Parthenay sowie zum Kanton La Gâtine.

## Geographie
Saint-Martin-du-Fouilloux liegt etwa 15 Kilometer ostsüdöstlich von Parthenay und etwa 35 Kilometer westlich von Poitiers in der Landschaft Gâtine. In der Gemeinde entspringt die Auxance. Umgeben wird Saint-Martin-du-Fouilloux von den Nachbargemeinden Saurais im Norden, La Ferrière-en-Parthenay im Nordosten, Vasles im Osten, Vausseroux im Süden, Beaulieu-sous-Parthenay im Südwesten und Westen sowie La Chapelle-Bertrand im Nordwesten.

## Bevölkerungsentwicklung
| Jahr      | 1954 | 1962 | 1968 | 1975 | 1982 | 1990 | 1999 | 2006 | 2012 | 2019 |
| Einwohner | 568  | 521  | 452  | 373  | 301  | 244  | 240  | 221  | 216  | 238  |

## Sehenswürdigkeiten

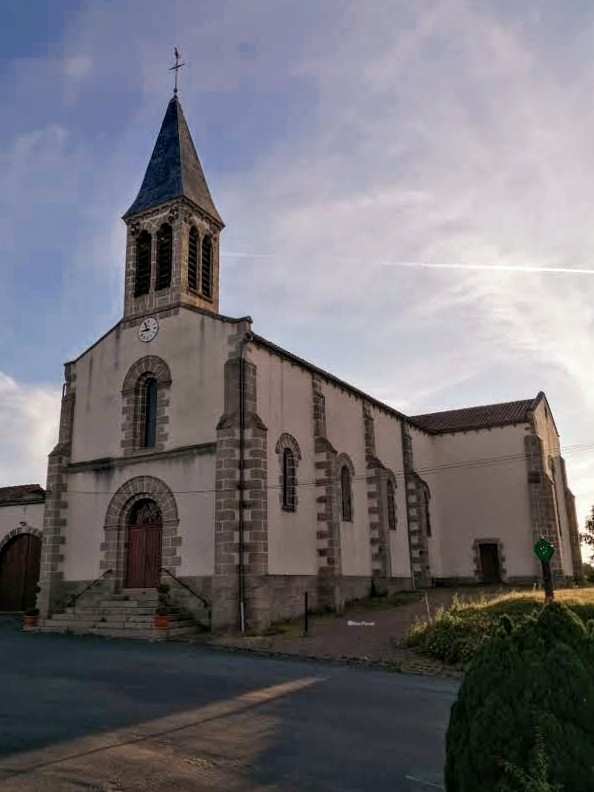
Kirche St. Martin

- Kirche St. Martin